# Mazama nemorivaga
Daguet gris, Daguet brun d'Amazonie
Espèce
Répartition géographique
Statut de conservation UICN

 LC  : Préoccupation mineure
Mazama nemorivaga, le Daguet gris ou Daguet brun d'Amazonie, est une espèce américaine de la famille des cervidés.

## Description
L'espèce a une taille de 48 cm de hauteur et un poids de 15 kg. Elle se caractérise par une coloration grisâtre uniforme, mêlée, surtout sur les flancs, à des poils brun jaunâtre. Les oreilles sont relativement petites et très pointues. Les poils sont gris à l'arrière des cuisses.

## Répartition
Mazama nemorivaga est présent au Panama (uniquement sur l'île San José de l'archipel des Perles ; sous-espèce endémique M. n. permira), en Colombie, au Venezuela, en Guyana, au Suriname, en Guyane, à l'est de l'Équateur, à l'est du Pérou, au Brésil et peut-être au nord de la Bolivie. Les habitats dans lesquels il se trouve comprennent principalement la forêt tropicale amazonienne non inondée, et localement aussi la forêt tropicale à feuilles caduques et les déserts et terres arbustives xériques, à des altitudes allant jusqu'à 1 500 m. Cependant, les rapports de ces derniers habitats peuvent en fait représenter M. gouazubira.

## Taxonomie
Mazama nemorivaga est sympatrique avec Mazama americana sur une grande partie de son aire de répartition (ce dernier a tendance à avoir des densités de population significativement plus élevées), et également avec Mazama gouazoubira dans quelques zones. Il était considéré comme une sous-espèce de M. gouazubira, avec qui il est parapatrique, jusqu'en 2000.